# Лопес, Бруно (футболист, 2007)
Бруно Лопес Феррейра (порт.-браз. Bruno Lopes Ferreira; родился 25 июля 2007, Тупан, Сан-Паулу, Бразилия) — бразильский футболист, нападающий клуба «Васко да Гама».

## Клубная карьера
Воспитанник «Асурис», в 2023 году Бруно Лопес присоединился к академии клуба «Васко да Гама» и в марте подписал контракт с командой до 2026 года. 11 июля 2024 года дебютировал в профессиональном футболе, выйдя на замену в матче чемпионата Бразилии против «Коринтианс».